# 遠測
遠測是指傳感器在測量現場收集测量對象的数据後，數據通過无线传输（例如无线电、超声波或红外线）、电话或计算机网络、簡訊和GSM等各種方式传送至遠距離的接收设备以供監測人員监测。